# Mystic Man
A Mystic Man  egy 1979-es Peter Tosh lemez.

## Számok
1. "Mystic Man"
2. "Recruiting Soldiers"
3. "Can't You See"
4. "Jah Seh No"
5. "Fight On"
6. "Buk-In-Hamm Palace"
7. "The Day The Dollar Die"
8. "Crystal Ball"
9. "Rumours Of War"

## Külső hivatkozások
- https://web.archive.org/web/20080417124631/http://www.roots-archives.com/release/1612